# Razzie Awards 1996
La 17ª edizione dei Razzie Awards si è svolta il 23 marzo 1997 al The Hollywood Roosevelt Hotel Academy Room, per premiare i peggiori film dell'anno 1996 Le candidature erano state annunciate alcuni mesi prima, il giorno prima delle candidature ai Premi Oscar 1997. Striptease è stato il maggior vincitore del 1996, con sei premi, incluso il peggior film.
Il film più premiato dell'anno è stato Striptease, mentre i più nominati sono stati Striptease, candidato a sette premi, seguito da Barb Wire e L'isola perduta con sei, The Stupids con quattro, e Ed - Un campione per amico con tre nomination.

## Vincitori e candidati
Verranno di seguito indicati in grassetto i vincitori.
Ove ricorrente e disponibile, viene indicato il titolo in lingua italiana e quello in lingua originale tra parentesi.

### Peggior film
- Striptease, regia di Andrew Bergman
- Barb Wire, regia di David Hogan
- Ed - Un campione per amico (Ed), regia di Bill Couturie
- L'isola perduta (The Island of Dr. Moreau), regia di John Frankenheimer
- The Stupids, regia di John Landis

### Peggior attore protagonista
- Tom Arnold - Il grande bullo (Big Bully), A spasso col rapinatore (Carpool), The Stupids
- Pauly Shore - Tonto + tonto (Bio-Dome)
- Keanu Reeves - Reazione a catena (Chain Reaction)
- Adam Sandler - Bulletproof, Un tipo imprevedibile (Happy Gilmore)
- Sylvester Stallone - Daylight - Trappola nel tunnel (Daylight)

### Peggior attrice protagonista
- Demi Moore - Il giurato (The Juror), Striptease
- Whoopi Goldberg - Bogus - L'amico immaginario (Bogus), Eddie - Un'allenatrice fuori di testa (Eddie), T-Rex - Il mio amico Dino (Theodore Rex)
- Melanie Griffith - Two Much - Uno di troppo (Two Much)
- Pamela Anderson - Barb Wire
- Julia Roberts - Mary Reilly

### Peggior attore non protagonista
- Marlon Brando - L'isola perduta (The Island of Dr. Moreau)
- Val Kilmer - Spiriti nelle tenebre (The Ghost and the Darkness), L'isola perduta (The Island of Dr. Moreau)
- Burt Reynolds - Striptease
- Steven Seagal - Decisione critica (Executive Decision)
- Quentin Tarantino - Dal tramonto all'alba (From Dusk till Dawn)

### Peggior attrice non protagonista
- Melanie Griffith - Scomodi omicidi (Mulholland Falls)
- Faye Dunaway - L'ultimo appello (The Chamber), Dunston - Licenza di ridere (Dunston Checks In)
- Jami Gertz - Twister
- Daryl Hannah - Two Much - Uno di troppo (Two Much)
- Teri Hatcher - Omicidio a New Orleans (Heaven's Prisoners), Due giorni senza respiro (2 Days in the Valley)

### Peggior regista
- Andrew Bergman - Striptease
- John Frankenheimer - L'isola perduta (The Island of Doctor Moreau)
- Stephen Frears - Mary Reilly
- John Landis - The Stupids
- Brian Levant - Una promessa è una promessa (Jingle All the Way)

### Peggior sceneggiatura
- Striptease - sceneggiatura di Andrew Bergman, basata sul romanzo di Carl Hiaasen
- Barb Wire - sceneggiatura di Chuck Pfarrer e Ilene Chaiken, storia di Chaiken, basata sui personaggi apparsi nel fumetto della Dark Horse Comics
- Ed - Un campione per amico (Ed) - sceneggiatura di David Mickey Evans, Ken Richards e Janus Cercone
- L'isola perduta (The Island of Dr. Moreau) - sceneggiatura di Richard Stanley e Ron Hutchinson, basata sul romanzo di H. G. Wells
- The Stupids - sceneggiatura di Brent Forrester, basata sulla serie di libri di James Marshall e Harry Allard

### Peggior coppia
- Demi Moore e Burt Reynolds - Striptease
- Le esagerazioni impressionanti di Pamela Anderson - Barb Wire
- Beavis e Butt-head - Beavis & Butt-Head alla conquista dell'America (Beavis and Butt-head Do America)
- Marlon Brando e "quel maledetto nano" - L'isola perduta (The Island of Dr. Moreau)
- Matt LeBlanc e la scimmia meccanica Ed - Ed - Un campione per amico (Ed)

### Peggior esordiente
- Pamela Anderson - Barb Wire
- Beavis e Butt-head - Beavis & Butt-Head alla conquista dell'America (Beavis and Butt-head Do America)
- Ellen DeGeneres - Mr. Wrong
- I membri del cast di Friends che vogliono diventare stelle del cinema (Jennifer Aniston, Lisa Kudrow, Matt LeBlanc, David Schwimmer)
- La nuova e "seria" Sharon Stone - Diabolique, Difesa ad oltranza (Last Dance)

### Peggior canzone originale
- Pussy, Pussy, Pussy (Whose Kitty Cat Are You?) da Striptease, musica e testo di Marvin "Smokey" Montgomery
- Welcome to Planet Boom! da Barb Wire, musica e testo di Tommy Lee
- Whenever There is Love (Love Theme from Daylight) da Daylight - Trappola nel tunnel (Daylight), musica e testo di Bruce Roberts e Sam Roman

### Peggior sceneggiatura che abbia incassato più di 100 milioni di dollari
- Twister - scritto da Michael Crichton e Anne-Marie Martin
- Independence Day - scritto da Dean Devlin e Roland Emmerich
- Mission: Impossible - basata sulla serie televisiva creata da Bruce Geller, storia di David Koepp e Steven Zaillian, sceneggiatura di Koepp e Robert Towne
- Il gobbo di Notre Dame (The Hunchback of Notre Dame) - sceneggiatura animata di Tab Murphy, Irene Mecchi, Bob Tzudiker e Noni White
- Il momento di uccidere (A Time to Kill) - sceneggiatura di Akiva Goldsman, basata sul romanzo di John Grisham

## Statistiche vittorie/candidature
Premi vinti/candidature:
- 6/7 - Striptease
- 1/6 - Barb Wire
- 1/6 - L'isola perduta (The Island of Dr. Moreau)
- 1/4 - The Stupids
- 1/2 - Twister
- 1/1 - Il grande bullo (Big Bully)
- 1/1 - A spasso col rapinatore (Carpool)
- 1/1 - Tonto + tonto (Bio-Dome)
- 1/1 - Il giurato (The Juror)
- 1/1 - Scomodi omicidi (Mulholland Falls)
- 0/3 - Ed - Un campione per amico (Ed)
- 0/2 - Daylight - Trappola nel tunnel (Daylight)
- 0/2 - Two Much - Uno di troppo (Two Much)
- 0/2 - Mary Reilly
- 0/2 - Beavis & Butt-Head alla conquista dell'America (Beavis and Butt-head Do America)
- 0/1 - Reazione a catena (Chain Reaction)
- 0/1 - Bulletproof
- 0/1 - Un tipo imprevedibile (Happy Gilmore)
- 0/1 - Bogus - L'amico immaginario (Bogus)
- 0/1 - Eddie... un'allenatrice fuori di testa (Eddie)
- 0/1 - T-Rex: Il mio amico Dino (Theodore Rex)
- 0/1 - Spiriti nelle tenebre (The Ghost and the Darkness)
- 0/1 - Decisione critica (Executive Decision)
- 0/1 - Dal tramonto all'alba (From Dusk till Dawn)
- 0/1 - L'ultimo appello (The Chamber)
- 0/1 - Dunston - Licenza di ridere (Dunston Checks In)
- 0/1 - Omicidio a New Orleans (Heaven's Prisoners)
- 0/1 - Due giorni senza respiro (2 Days in the Valley)
- 0/1 - Una promessa è una promessa (Jingle All the Way)
- 0/1 - Mr. Wrong
- 0/1 - Diabolique
- 0/1 - Difesa ad oltranza (Last Dance)
- 0/1 - Independence Day
- 0/1 - Mission: Impossible
- 0/1 - Il gobbo di Notre Dame (The Hunchback of Notre Dame)
- 0/1 - Il momento di uccidere (A Time to Kill)